# Хатчинсон, Маргарет
Маргарет Хатчинсон (Margaret Hutchinson Rousseau, 27 октября 1910 — 12 января 2000) — американский инженер-химик, спроектировавшая первую промышленную фабрику по массовому производству пенициллина.

## Биография
Маргарет Хатчинсон родилась 27 октября 1910 года в Хьюстоне, штат Техас. В 1932 году она получила степень бакалавра (B.Sc.) по химической инженерии в Rice University, и диплом инженера-химика годом позже.
В 1937 году в MIT защитила диссертацию «The effect of solute on the liquid film resistance in gas absorption». Она стала первой женщиной в США, получившей степень (Doctor of Science) по химической инженерии.
Вышла замуж за У. Руссо (W. Rousseau).
В 1945 году она стала первой женщиной, принятой в American Institute of Chemical Engineers. В 1955-м получила Achievement Award Society of Women Engineers. В 1983-м стала первой женщиной, получившей Founders Award AIChE.
В её честь названа премия «Margaret Hutchinson Rousseau Pioneer Award for Lifetime Achievement by a Woman Chemical Engineer»

## Производство пенициллина
Несмотря на то, что статья Флемминга о пенициллине вышла ещё в 1929 году, первое время она была воспринята без энтузиазма из-за отсутствия способов его химического выделения и производства. В 1942 году, почти половина всего американского запаса пенициллина — одна столовая ложка — была использована для лечения всего лишь одного пациента. Имевшегося в США запаса в июне 1942 было достаточно для лечения десяти пациентов.
Спроектированная Маргарет Хатчинсон фабрика, использовавшая глубинную ферментацию, позволила вывести производство на промышленный уровень. Когда процесс выработки пенициллина стал устойчивым — этот подход, под руководством Комитета по военному производству, был перенят и другими компаниями, и совместными усилиями 21 компании к моменту высадки в Нормандии было заготовлено 2.3 миллиона доз пенициллина.